# Thiago Simon
Thiago Teixeira Simon (Penápolis, 3 de abril de 1990) é um nadador brasileiro.

## Trajetória esportiva
Nos Jogos Sul-Americanos de 2014 realizados em Santiago, no Chile, ele ganhou uma medalha de prata na prova dos 200 metros medley, e uma de medalha de bronze nos 400 metros medley.
No Troféu José Finkel de 2014, realizado em Guaratinguetá, Thiago quebrou o recorde sul-americano em piscina curta da prova dos 200 metros peito, com o tempo de 2m04s28.
Nos Jogos Pan-Americanos de 2015 em Toronto, no Canadá, conquistou a medalha de ouro nos 200 metros peito e terminou a prova com 2m09s82, estabelecendo novo recorde pan-americano. Também ganhou uma medalha de ouro no revezamento 4x200 metros livre, por participar das eliminatórias da prova.
No Campeonato Mundial de Esportes Aquáticos de 2015 em Kazan, na Rússia, Simon terminou em 29º nos 200 metros peito. 